# Juan de Camargo
Juan de Camargo Angulo (ur. 30 czerwca 1663  – zm. 24 maja 1733) – hiszpański duchowny katolicki. Biskup Pampeluny od 1716 roku do 1725, kiedy zrezygnował. 18 lipca 1720 został mianowany Wielkim Inkwizytorem Hiszpanii i sprawował ten urząd aż do śmierci. W czasie kierowania przez niego Hiszpańską Inkwizycją doszło do ostatniej w jej dziejach fali krwawych prześladowań żydowskich konwertytów – w 66 autos da fe jakie odbyły się w latach 1721-1725 dziewięćdziesiąt trzy osoby zostały stracone, a setki innych skazano na inne kary.